# Yuichi Shibakoya
Yuichi Shibakoya (柴小屋 雄一 Shibakoya Yuichi?), född 16 juni 1983 i Miyagi prefektur, är en japansk före detta fotbollsspelare.
Shibakoya började sin karriär 2002 i Oita Trinita. 2004 blev han utlånad till Mito HollyHock. 2007–2008 blev han utlånad till Sagan Tosu. 2009 blev han utlånad till Ehime FC. Efter Oita Trinita spelade han för Pelita Jaya och Persiwa Wamena. Han avslutade karriären 2012.